# Drăgoiești (gmina)
Drăgoiești – gmina w Rumunii, w okręgu Suczawa. Obejmuje miejscowości Drăgoiești, Lucăcești i Măzănăești. W 2011 roku liczyła 2349 mieszkańców.